# Cầu Haengju
Cầu Haengju bắt qua sông Hán ở Hàn Quốc và nối thành phố Goyang và quận Gangseo-gu. Cây cầu được hoàn thành vào năm 1978, nhưng cây cầu rất nhỏ và sự phát triển ngày càng tăng dẫn đến xây dựng cây cầu mới. Việc xây dựng cây cầu thứ hai (được gọi là Cầu Haengju Mới) liền kề với cây cầu ban đầu bắt đầu vào tháng 10 năm 1987. Trong quá trình xây dựng vào năm 1992, cây cầu mới bị sập. Việc sửa chữa mất thêm ba năm và cây cầu thứ hai được hoàn thành vào 1995.  Cây cầu thứ ba bắt đầu được xây dựng trong khoảng giữa cây cầu thứ nhất và thứ hai vào năm 1996 đến 16 tháng 12 năm 2000, cây cầu thứ ba được hoàn thành. Với việc hoàn thành cây cầu này cây cầu đầu tiên đã bị đóng cửa, hiện nay cây cầu thứ hai xử lý giao thông hướng Nam và cây cầu thứ ba xử lý giao thông hướng Bắc.

## Tham khảo

Cầu Haengju thứ hai bị sập trong quá trình xây dựng vào năm 1992.